# Rangers canadiens
Vous lisez un « bon article » labellisé en 2011.
Pour les articles homonymes, voir Ranger.
Les Rangers canadiens forment un sous-élément spécialisé des Forces armées canadiennes créé en 1947. Ils font partie de la réserve de l'Armée canadienne et garantissent une présence militaire dans les régions isolées du Canada comme le Nord canadien et le long des côtes. Ils ont pour mission d'observer et de signaler des activités inhabituelles.
Les Rangers canadiens proviennent en grande majorité des nations autochtones du Nord. Leur tenue spécifique est constituée d'un chandail rouge et d'une casquette arborant leur emblème. On compte environ 5 000 rangers canadiens répartis dans 200 communautés du territoire canadien.

## Rôle

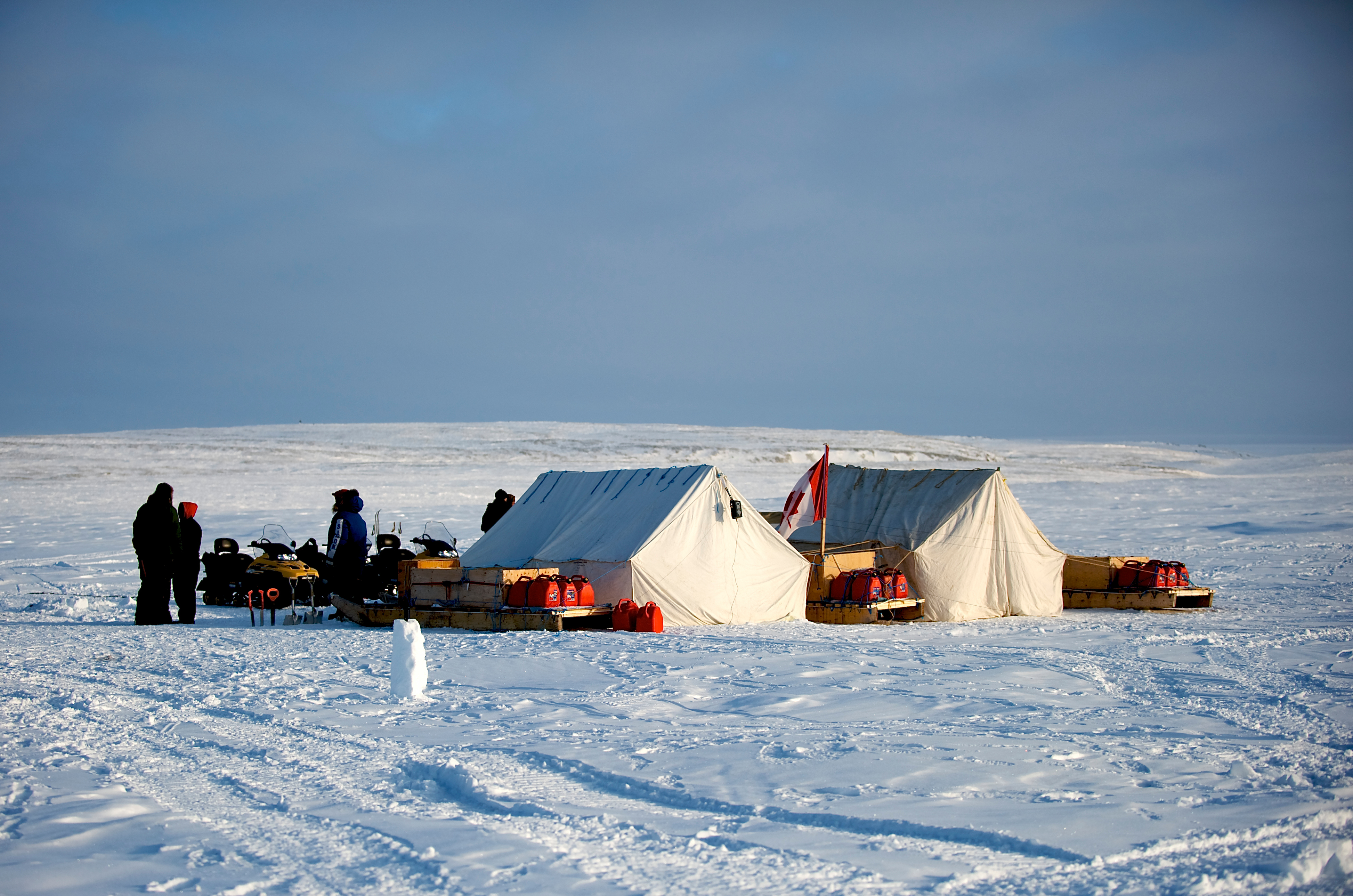
Camp d'entraînement des Rangers canadiens près d'Alert au Nunavut en avril 2010

Les Rangers canadiens garantissent une présence militaire dans les régions isolées et peu peuplées du Canada, lui permettant ainsi d'y exercer sa souveraineté. Leur mission officielle est de fournir aux Forces armées canadiennes une force équipée légèrement, autosuffisante et mobile pour soutenir les opérations sur la scène nationale et protéger la souveraineté du Canada.
Les Rangers canadiens doivent signaler aux autorités toutes activités inhabituelles ou suspectes dans leur région. Ils effectuent également des patrouilles à cette fin. Ils soutiennent aussi les opérations des Forces armées canadiennes dans ces régions en fournissant des guides qui servent de spécialistes de la géographie et de la survie dans des conditions environnementales extrêmes comme celles de la région arctique canadienne. Bien que leur rôle soit principalement la surveillance, l'expertise des Rangers canadiens s'est montrée très utile à différentes occasions lors d'opérations dans le Nord canadien. En effet, ils prennent souvent des initiatives afin de venir en aide aux Forces armées canadiennes lors de recherche et sauvetage à la suite d'avalanches, lors d'entraînements hivernaux ou en conditions arctiques. Les Rangers canadiens n'ont pas de rôle de combat et ne sont pas déployés pour des opérations outre-mer. Ils effectuent aussi des opérations de routine comme l'inspection des installations du Système d'alerte du Nord.

## Structure

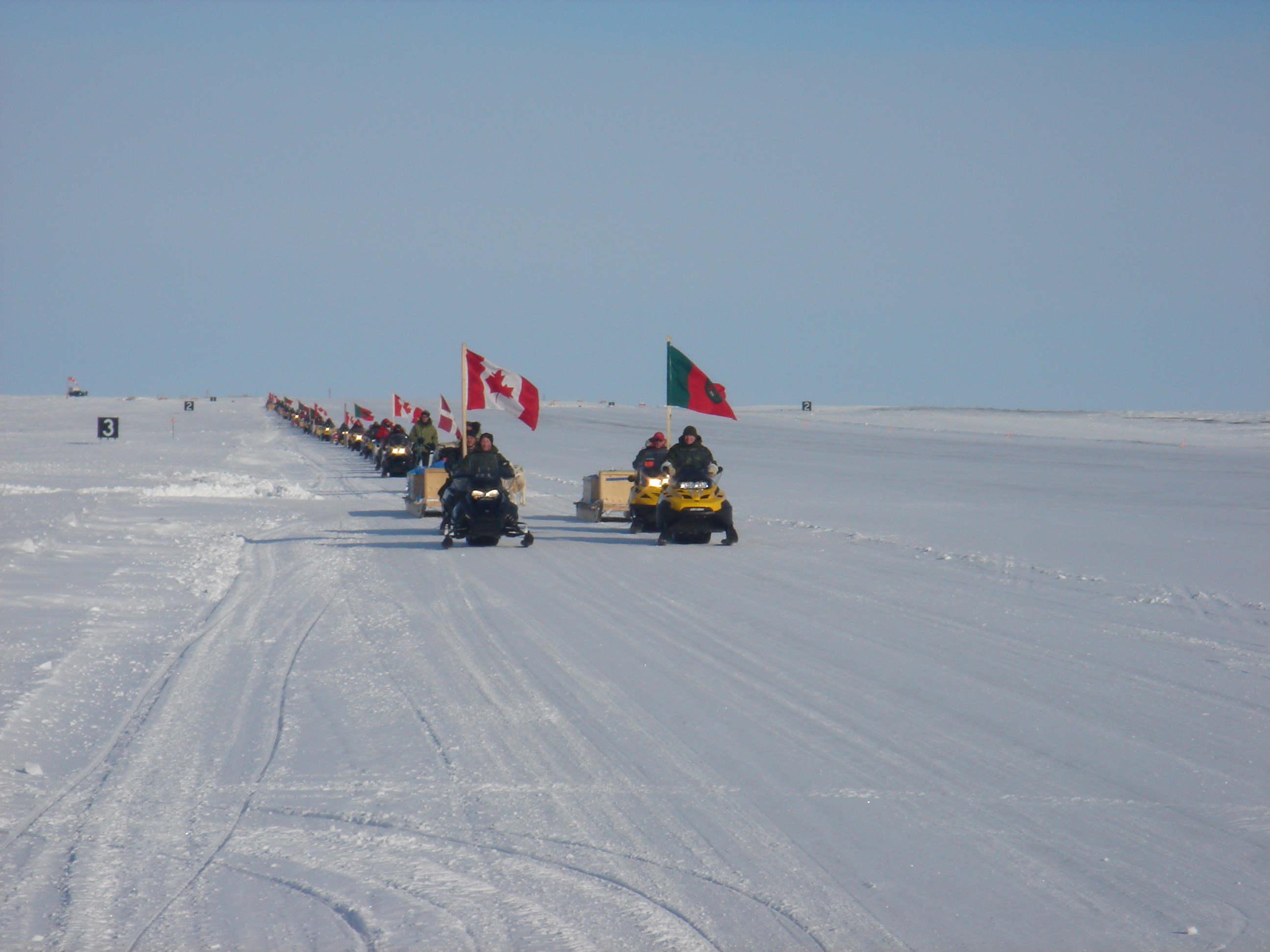
Rangers canadiens en exercice au Nunavut en avril 2010

La majorité des membres des Rangers canadiens est issue des communautés autochtones. 26 langues différentes sont utilisées en leur sein. En 2013, il y a environ 5 000 rangers dans plus de 200 communautés réparties sur l'étendue du territoire canadien. Plusieurs rangers occupent des postes importants dans leur collectivité comme celui de maire ou de chef. Les Rangers canadiens sont divisés en cinq groupes de patrouilles dirigés par l'Autorité nationale des Rangers canadiens située à Ottawa en Ontario. Tous les rangers canadiens sont volontaires et la majorité effectue leur travail sans rémunération. Ils travaillent à temps partiel et reçoivent un salaire selon leur grade lorsqu'ils sont en entraînement ou en opération.
| Groupe de patrouilles                           | Nombre de patrouilles | Effectif | Quartier général                        | Secteur d'attache                             | Région couverte                              |
| ----------------------------------------------- | --------------------- | -------- | --------------------------------------- | --------------------------------------------- | -------------------------------------------- |
| 1er Groupe de patrouilles des Rangers canadiens | 58                    | 1 575    | Yellowknife (Territoires du Nord-Ouest) | Force opérationnelle interarmées du nord      | Yukon, Territoires du Nord-Ouest et Nunavut  |
| 2e Groupe de patrouilles des Rangers canadiens  | 28                    | 696      | Saint-Jean-sur-Richelieu (Québec)       | Secteur du Québec de la Force terrestre       | Québec                                       |
| 3e Groupe de patrouilles des Rangers canadiens  | 15                    | 422      | Borden (Ontario)                        | Secteur du Centre de la Force terrestre       | Nord de l'Ontario                            |
| 4e Groupe de patrouilles des Rangers canadiens  | 38                    | 695      | Victoria (Colombie-Britannique)         | Secteur de l'Ouest de la Force terrestre      | Côte ouest du Canada et le Nord des Prairies |
| 5e Groupe de patrouilles des Rangers canadiens  | 30                    | 743      | Gander (Terre-Neuve-et-Labrador)        | Secteur de l'Atlantique de la Force terrestre | Terre-Neuve-et-Labrador                      |

Le 1er Groupe de patrouilles des Rangers canadiens (1er GPRC) couvre le Nord canadien, c'est-à-dire les territoires du Yukon, des Territoires du Nord-Ouest et du Nunavut. Son quartier général est situé à Yellowknife dans les Territoires du Nord-Ouest et il relève de la Force opérationnelle interarmées du nord. Le 1er Groupe de patrouilles est le plus grand des groupes de patrouilles des Rangers canadiens avec un effectif de 1 575 rangers. Il couvre également le plus grand territoire. Il s'agit d'un grand défi de coordination puisque ce territoire qui a une plus grande superficie que l'Europe ne comprend que trois villes de taille moyenne. De plus, plusieurs collectivités ne sont accessibles que par voie aérienne ou sur des chemins de glace en hiver. Le 1er GPRC comprend 56 patrouilles réparties dans autant de communautés. La langue maternelle de la majorité des membres du 1er Groupe de patrouilles n'est ni l'anglais ni le français. En effet, une grande partie des rangers du 1er Groupe de patrouilles sont des Inuits dont la langue maternelle est l'inuktitut.
Le 2e Groupe de patrouilles des Rangers canadiens (2e GPRC) relève du Secteur du Québec de la Force terrestre et couvre la province de Québec. Son quartier général est situé à Saint-Jean-sur-Richelieu. Il est divisé en 27 patrouilles comprenant un total de 696 membres. Les patrouilles du 2e Groupe sont principalement situées le long des côtes de la baie James, de la baie d'Hudson, du détroit d'Hudson et de la baie d'Ungava ainsi que la côte nord du golfe du Saint-Laurent. Plusieurs membres du 2e GPRC sont des Inuits, des Innus ou des Cris ayant différentes langues maternelles telles que l'inuktitut, le montagnais, le cri, l'anglais et le français. D'ailleurs, certains membres ne parlent que l'inuktitut. Le 2e GPRC a reçu la mention élogieuse du chef d'état-major de la Défense en reconnaissance de leurs actions à la suite de l'avalanche à Kangiqsualujjuaq en 1999.
Le 3e Groupe de patrouilles des Rangers canadiens (3e GPRC) relève du Secteur du Centre de la Force terrestre et couvre principalement le Nord de l'Ontario. Il comprend 422 rangers répartis en 15 patrouilles. Le 3e GPRC comprend des rangers ayant pour langue maternelle le cri, l'oji-cri et l'anglais.
Le 4e Groupe de patrouilles des Rangers canadiens (4e GPRC) couvre la côte pacifique du Canada et le Nord des provinces de la Colombie-Britannique, de l'Alberta, de la Saskatchewan et du Manitoba. Il relève du Secteur de l'Ouest de la Force terrestre et son quartier général est situé à Victoria en Colombie-Britannique. Il comprend 38 patrouilles avec un total de 695 rangers. Le 4e GPRC apporte une aide importante à la Gendarmerie royale du Canada en surveillant et patrouillant les côtes contre l'immigration illégale.
Le 5e Groupe de patrouilles des Rangers canadiens (5e GPRC) couvre le territoire de Terre-Neuve et du Labrador. Il relève du Secteur de l'Atlantique de la Force terrestre et son quartier général est situé à St. John's à Terre-Neuve-et-Labrador. Il est divisé en 30 patrouilles comprenant un total de 743 rangers. Les rangers du 5e GPRC effectuent des patrouilles des côtes de l'Atlantique.

## Instruction et équipement
Les Rangers canadiens reçoivent une formation initiale d'une durée de dix jours. Il n'y a aucune autre instruction obligatoire à l'exception des instructeurs et des chefs de patrouilles qui doivent suivre une formation avancée. Cependant, de l'instruction spécialisée est offerte sur une base volontaire. L'instruction varie beaucoup entre les patrouilles à l'échelle du pays. L'instruction commune touche les patrouilles de souveraineté, les évacuations en cas d'incendie ou d'inondation et l'aide en cas de catastrophe aérienne en plus des sujets de base des Forces canadiennes comme le tir ainsi que l'histoire et les traditions des Forces canadiennes.
Les Rangers canadiens sont armés de la Lee Enfield n°4 et reçoivent 300 cartouches par an pour leur protection personnelle principalement contre les ours polaires. Cette arme, dont ils disposent depuis la création de l'unité, doit être remplacé par le fusil Colt Canada C19 (en) conçue par Colt Canada sur la base du Tikka T3 finlandais. Originellement prévu entre 2016 et 2019, la perception commence le 13 octobre 2018 et durera jusqu'en 2020. Leur uniforme distinctif est composé d'un chandail en coton ouaté rouge et d'une casquette arborant leur insigne.

## Histoire
La première création de rangers remonte aux Rangers de la Milice de la côte du Pacifique créés en 1942 après qu'un sous-marin  de la marine impériale japonaise eut attaqué la Colombie-Britannique. Leur rôle était de surveiller les côtes et d'assurer la sécurité jusqu'à ce que les troupes régulières arrivent. En 1943, il y avait environ 15 000 rangers. Les Rangers de la Milice de la côte du Pacifique furent dissous avec la fin de la guerre à l'autonome 1945. Dans le cadre de la guerre froide, en 1947, les Rangers canadiens furent créés afin de servir des yeux et des oreilles des Forces armées canadiennes dans le Nord canadien. Dans les années 1950 et 1960, les rangers devinrent progressivement moins importants dans la stratégie militaire canadienne. Bien qu'ils existaient toujours, ils étaient, à toutes fins pratiques, inactifs à la fin des années 1960. Leur importance s'accroît à partir de 1970 puisque le gouvernement du Canada a un intérêt croissant à protéger sa souveraineté sur les régions éloignées du territoire canadien, surtout à la suite de l'expédition du Manhattan qui a navigué le passage du Nord-Ouest en 1969.
En 1988, on compte environ 1 500 Rangers, dont près de 700 sont placés sous le contrôle opérationnel du Quartier général de la Région de Nord et plus de 800 du Commandement maritime. Les Rangers de la Région du Nord sont organisés à cette date en 38 petites patrouilles, il est alors prévu d'augmenter le nombre de Rangers de cette région à un millier participant à 50 patrouilles entre 1993 et 1995.
Le 1er janvier 1999, les Rangers canadiens ont fourni une aide remarquable à la suite d'une avalanche dans la communauté québécoise de Kangiqsualujjuaq qui a fait neuf victimes. La patrouille de Kangiqsualujjuaq comprend 28 rangers qui sont venus en aide bénévolement à la population locale afin de trouver les dépouilles et les ensevelir convenablement. Ils ont également surveillé la zone à risque d'une seconde avalanche afin de protéger la communauté. Une centaine de personnes de l'extérieur de la communauté sont également venus prêter main-forte à la collectivité, parmi ceux-ci il y avait une quarantaine d'autres rangers canadiens. D'ailleurs, le 2e Groupe de patrouilles a reçu la mention élogieuse du chef d'état-major de la Défense pour leurs actions lors de cette catastrophe naturelle. Le vice-premier ministre et le ministre de la Sécurité publique du Québec ainsi que la ministre des Affaires indiennes du Canada ont également présenté leur reconnaissance aux Rangers canadiens pour l'aide apportée,.
Le 7 juin 2009, des Rangers canadiens sont intervenus à la suite de l'écrasement d'un aéronef dans la région de Port Hope Simpson au Labrador. En effet, un préposé de l'aéroport de Port Hope Simpson qui est aussi sergent des Rangers canadiens a remarqué de la fumée à l'ouest de la collectivité et a aussitôt alerté les autorités tout en demandant à un groupe de rangers de se tenir prêt à intervenir. Huit rangers ont localisé l'aéronef et, ensuite, dégagé une voie d'accès afin de se rendre au site de l'écrasement en plus d'aménager une zone d'atterrissage pour hélicoptères. Les huit rangers ont reçu la mention élogieuse du commandant du Secteur de l'Atlantique de la Force terrestre pour leur intervention rapide lors cette opération de recherche et sauvetage.
Le 3 avril 2020, en réponse à la demande d'aide du gouvernement du Québec pendant la pandémie de Covid-19 au Canada, le premier ministre du Canada annonce le déploiement de 2e GPRC pour Opération Laser, pour assister au Nunavik dans le but de soutenir l'installation d'infrastructures médicales, à la Basse-Côte-Nord pour rassurer et sensibiliser la population aux mesures de distanciation sociale en vigueur et rapporter aux autorités de santé publique tout signe de détresse psychologique, et aux communautés de Nutashkuan et de Ekuanitshit.

## Devise et emblème

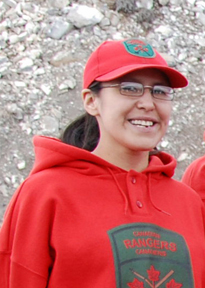
Ranger canadienne portant le chandail et la casquette distinctifs des Rangers canadiens

La devise des Rangers canadiens est « Vigilans » qui se traduit par « Les gardiens ». Leur insigne est constitué d'une hache et d'un fusil Lee Enfield n°4 croisés sur lesquels est superposée une branche portant trois feuilles d'érable rouges dans un écusson en forme de blason vert portant l'inscription « Canadian Rangers canadiens ».